# Honti Henrik
Honti Henrik, 1906-ig Neumann (Ipolyság, 1879. – Ipolyság, 1908. február 15.) író, újságíró, lapszerkesztő, nyomdász.

## Élete
Neumann Jakab ipolysági nyomdatulajdonos fia. Több vidéki lapnál dolgozott, illetve budapesti hírlapokba is írt tárcákat. Hosszú időn át a Honti Lapokat szerkesztette. 1906-ban kiadta Az Őr című szépirodalmi és művészeti lapot. Egy színművet is írt, s néhány önálló kötete is megjelent. 
Sírköve Ipolyság Homok nevű városrészének zsidó temetőjében található.

## Művei
- Szerelmes történetek (elbeszélések, Ipolyság, 1902)
- Három a csók és más elbeszélések (Ipolyság, 1904)
- Különböző utakon (színmű 3 felvonásban, bemutató. Ipolyság, 1905)